# Cantone di Moréac
Il Cantone di Moréac è una divisione amministrativa dell'Arrondissement di Pontivy e dell'Arrondissement di Vannes.
È stato costituito a seguito della riforma approvata con decreto del 21 febbraio 2014, che ha avuto attuazione dopo le elezioni dipartimentali del 2015.

## Composizione
Comprendeva inizialmente 24 comuni ridottisi poi, dal 1º gennaio 2016, a 22 per effetto della fusione dei comuni di Le Roc-Saint-André, Quily e La Chapelle-Caro per formare il nuovo comune di Val d'Oust. che per la parte del comune soppresso di Quily ricade nel Cantone di Ploërmel:
- Bignan
- Billio
- Bohal
- Buléon
- Caro
- Guéhenno
- Lizio
- Malestroit
- Missiriac
- Moréac
- Pleucadeuc
- Plumelec
- Ruffiac
- Saint-Abraham
- Saint-Allouestre
- Saint-Congard
- Saint-Guyomard
- Saint-Jean-Brévelay
- Saint-Laurent-sur-Oust
- Saint-Marcel
- Saint-Nicolas-du-Tertre
- Sérent
- Val d'Oust (in parte)